# Jaguar C-Type
Jaguar C-Type är en sportvagn, tillverkad av den brittiska biltillverkaren Jaguar  mellan 1951 och 1953.

## Bakgrund
Efter introduktionen av XK120 tävlade Jaguar med lättade versioner av produktionsbilen. Trots aluminium-kaross var bilen alltför tung för att vara konkurrenskraftig. Därför beslutade Jaguar att ta fram en riktig tävlingsbil, kallad XK120-C (C för Competition), eller C-Type.

## Utveckling
Drivlinan hämtades från XK120, men motorn trimmades med större förgasare, större ventiler och andra kamaxlar. För att få ner vikten, byggdes bilen runt en lätt burram, som kläddes med aluminiumpaneler. Bakaxeln fick ny fjädring, med en tvärliggande torsionsstav.
Till 1952 fick bilen en ny, strömlinjeformad nos. Dessvärre påverkade utformningen motorns kylning och efter ett antal brutna lopp med överhettade motorer, återinfördes originalnosen igen.
Till 1953 genomfördes den viktigaste förändringen, när bilen fick effektiva skivbromsar. Detta blev en stor fördel i förhållandet till konkurrenterna.

## Tekniska data
| Tekniska data           | C-Type                                                                 |
| ----------------------- | ---------------------------------------------------------------------- |
| Motor:                  | Frontmonterad 6-cylindrig radmotor                                     |
| Cylindervolym:          | 3442 cm³                                                               |
| Borrning x slaglängd:   | 83 x 106 mm                                                            |
| Max effekt vid varvtal: | 200 hk vid 5 800 v/min                                                 |
| Ventilstyrning:         | 2 överliggande kamaxlar, 2 ventiler per cylinder                       |
| Förgasare:              | 2 SU                                                                   |
| Växellåda:              | 4-växlad manuell                                                       |
| Hjulupphängning fram:   | Dubbla tvärlänkar, längsgående torsionsstavar, hydrauliska stötdämpare |
| Hjulupphängning bak:    | Stel bakaxel, tvärgående torsionsstav, hydrauliska stötdämpare         |
| Bromsar:                | Hydrauliska trumbromsar, från 1953 skivbromsar                         |
| Chassi & kaross:        | Fackverksram med aluminiumkaross                                       |
| Hjulbas:                | 244 cm                                                                 |
| Toppfart:               | 245 km/h                                                               |

## Tävlingsresultat

### 1951-1952
C-Type fick sin premiär vid Le Mans-loppet 1951. Bilen gjorde succé direkt, då Peter Walker och Peter Whitehead segrade. Senare under året tog Jaguar en trippelseger i RAC Tourist Trophy, med Stirling Moss på första plats.
1952 blev ett betydligt sämre år. Problemen med överhettade motorer tog tid att lösa och stallet fick nöja sig med några enstaka segrar i mindre, inhemska tävlingar.

### Sportvagns-VM 1953
1953 införde FIA ett världsmästerskap för sportvagnar. Jaguar tog en dubbelseger på Le Mans, med Tony Rolt och Duncan Hamilton på första plats och med Moss och Walker som tvåa. Efter en andra- och tredjeplats på Spa-Francorchamps och en andraplats vid Nürburgring slutade Jaguar på andra plats i VM.
Utanför VM-serien segrade Moss och Walker i RAC Tourist Trophy.

### Sportvagns-VM 1954
1954 hade fabriksstallet börjat använda efterträdaren D-Type, men privata förare och stall körde fortfarande C-Type. Bäst lyckades teamet Ecurie Francorchamps, som kom fyra på Le Mans.